# Damenbundesliga 2005 (Football)
Die Damenbundesliga (DBL) Saison 2005 war die 16. Spielzeit in der höchsten Spielklasse des American Football in Deutschland für Frauen.
Das Eröffnungsspiel der Saison 2005 bestritten die Mülheim Shamrocks gegen die Berlin Kobra Ladies am 21. Mai 2005 um 15 Uhr. Die DBL-Saison 2005 wurde von Mai bis September ausgetragen. Im Anschluss an die reguläre Saison fanden ein Halbfinale und das Finale, der Ladiesbowl XIV statt.
Das Finale wurde am 24. September in Mülheim ausgetragen. Da die Rekordmeisterinnen der Berlin Adler Girls nicht mehr an der Liga teilnahmen, war der Ausgang der Saison insgesamt offener. Letztendlich gewannen im Ladiesbowl die Munich Cowboys Ladies gegen die Hamburg Amazons mit 28:0.

## Modus
In der Saison 2005 traten insgesamt sechs Teams in zwei getrennten Gruppen an (je drei pro Gruppe). Jede dieser Gruppen trägt ein doppeltes Rundenturnier aus, wobei jedes Team einmal das Heimrecht genießt. Außerdem spielt jedes Team ein Spiel gegen ein Team aus der jeweils anderen Gruppe, wodurch alle insgesamt fünf Spiele haben. Nach jeder Partie erhält die siegreiche Mannschaft zwei und die besiegte null Punkte. Bei einem Unentschieden erhält jede Mannschaft einen Punkt. Die Punkte des Gegners werden als Minuspunkte gerechnet. Nach Beendigung des Rundenturniers wird eine Rangliste ermittelt, bei der zunächst die Anzahl der erzielten Punkte entscheidend ist. Bei Punktgleichheit entscheidet der direkte Vergleich.
Nach den Rundenturnieren spielen die jeweils zwei bestplatzierten Mannschaften in zwei Play-off-Runden um die Deutsche Meisterschaft.

Pro Gruppe qualifizieren sich zwei Teams für die Play-offs: die Gruppenersten und -zweiten. In der ersten Runde der Play-offs, dem Halbfinale, spielen die Gruppen Nord und Süd über Kreuz gegeneinander, der jeweils Erstplatzierte spielt also gegen den Zweitplatzierten der anderen Gruppe. Hierbei genießen die Gruppenersten Heimrecht. Die siegreichen Teams treten im Ladiesbowl gegeneinander an.

## Teams
In der Gruppe Nord haben die folgenden Teams am Ligabetrieb teilgenommen:
- Hamburg Amazons
- Hamburg Maniacs
- Kiel Baltic Witches

In der Gruppe Süd haben die folgenden Teams am Ligabetrieb teilgenommen:
- Berlin Kobra Ladies (erstmalige Ligateilnahme)

- Munich Cowboys Ladies
- Mülheim Shamrocks (zuvor als Spielgemeinschaft mit Bochum Miners in Gruppe Nord)

## Saisonverlauf
In diesem Jahr traten sechs Teams in der DBL an. Die Mülheim Shamrocks und Bochum Miners beendeten vor Saisonbeginn ihre Spielgemeinschaft, Mülheim wechselte in die Gruppe Süd und Bochum nahm nicht mehr an der Liga teil. Während der damalige Rekordmeister Berlin Adler Girls ihren Spielbetrieb zuvor einstellten, waren die Berlin Kobra Girls erstmals Teil der Liga.
Gruppensiegerinnen in der Nord-Gruppe wurden erneut die Hamburg Amazons, die im Halbfinale mit 43:29 gegen die Berlin Kobra Ladies gewannen. Gruppenzweite wurden die Kiel Baltic Witches.
Südmeisterinnen wurden ungeschlagen die Munich Cowboys Ladies vor den Berlin Adler Girls. Im Halbfinale gewann München mit 34:9 gegen die Kiel Baltic Witches.
Das Saisonfinale, der Ladiesbowl XIV, fand am 24. September im Ruhrstadion in Mülheim statt. Bereits zur Halbzeit führten die Munich Cowboys Ladies ohne Gegenpunkte und gewannen am Ende mit 28:0 gegen die Hamburg Amazons. Für die Münchnerinnen war es nach drei Vizemeisterschaften der erste Meisterschaftstitel.

### Abschlusstabellen
| Gruppe Nord | Gruppe Nord         | Gruppe Nord | Gruppe Nord | Gruppe Nord | Gruppe Nord | Gruppe Nord | Gruppe Nord |    | Gruppe Süd            | Gruppe Süd | Gruppe Süd | Gruppe Süd | Gruppe Süd | Gruppe Süd | Gruppe Süd | Gruppe Süd |
| #           | Team                | Punkte      | Sp          | S           | U           | N           | TD-Pkt.     | #  | Team                  | Punkte     | Sp         | S          | U          | N          | TD-Pkt.    |            |
| ----------- | ------------------- | ----------- | ----------- | ----------- | ----------- | ----------- | ----------- | -- | --------------------- | ---------- | ---------- | ---------- | ---------- | ---------- | ---------- | ---------- |
| 1.          | Hamburg Amazons     | 6:4         | 5           | 3           | 0           | 2           | 80:49       | 1. | Munich Cowboys Ladies | 10:0       | 5          | 5          | 0          | 0          | 125:14     |            |
| 2.          | Kiel Baltic Witches | 6:4         | 5           | 3           | 0           | 2           | 51:66       | 2. | Berlin Kobra Ladies   | 4:6        | 5          | 2          | 0          | 3          | 53:74      |            |
| 3.          | Hamburg Maniacs     | 0:10        | 5           | 0           | 0           | 5           | 27:97       | 3. | Mülheim Shamrocks     | 4:6        | 5          | 2          | 0          | 3          | 22:58      |            |

Erläuterung: Play-off-Qualifikation, Stand: 24. September 2005 (Saisonende)
- Tie-Break:
  - Hamburg Amazons gewinnen direkten Vergleich gegen Kiel (26:14)
  - Berlin gewinnt direkten Vergleich gegen Mülheim (13:8)

### Play-offs

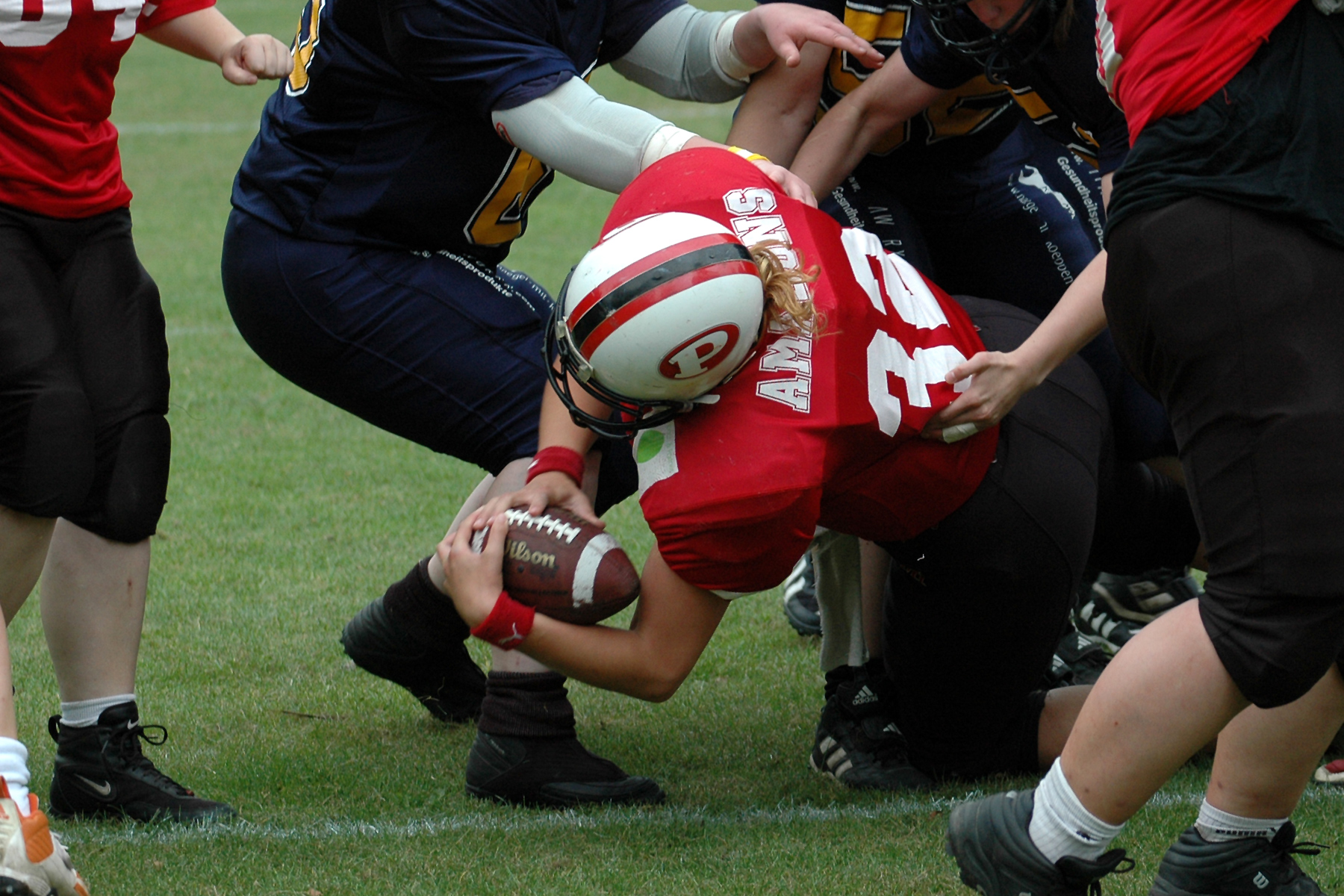
Hamburg Amazons vs. Berlin Kobra Ladies (2005)

|  | Halbfinale | Halbfinale           | Halbfinale |  |  | Ladiesbowl XIV | Ladiesbowl XIV       | Ladiesbowl XIV |
|  |            |                      |            |  |  |                |                      |                |
|  |            |                      |            |  |  |                |                      |                |
|  | S1         | Munich Cowboy Ladies | 34         |  |  |                |                      |                |
|  | N2         | Kiel Baltic Witches  | 9          |  |  |                |                      |                |
|  |            |                      |            |  |  | S1             | Munich Cowboy Ladies | 28             |
|  |            |                      |            |  |  | N1             | Hamburg Amazons      | 0              |
|  | N1         | Hamburg Amazons      | 43         |  |  |                |                      |                |
|  | S2         | Berlin Kobra Ladies  | 29         |  |  |                |                      |                |
|  |            |                      |            |  |  |                |                      |                |

Halbfinale
|                        |                              |  |                       |                          |                     |  |              |
|                        | München 11.09.2005 11:00 Uhr |  | Munich Cowboys Ladies | \| \| 34 : 9 \| \| \| \| | Kiel Baltic Witches |  | Dantestadion |
| (12:0, 0:3, 14:0, 8:6) | München 11.09.2005 11:00 Uhr |  | Munich Cowboys Ladies |                          | Kiel Baltic Witches |  | Dantestadion |
|                        | 34 : 9                       |  |                       |                          |                     |  |              |
|                        |                              |  |                       |                          |                     |  |              |

|                         |                              |  |                 |                           |                     |  |           |
|                         | Hamburg 11.09.2005 15:00 Uhr |  | Hamburg Amazons | \| \| 43 : 29 \| \| \| \| | Berlin Kobra Ladies |  | Homefield |
| (14:14, 7:0, 0:7, 22:8) | Hamburg 11.09.2005 15:00 Uhr |  | Hamburg Amazons |                           | Berlin Kobra Ladies |  | Homefield |
|                         | 43 : 29                      |  |                 |                           |                     |  |           |
|                         |                              |  |                 |                           |                     |  |           |

Ladiesbowl XIV
|                      |                                         |  |                       |                          |                 |  |             |
|                      | Mülheim a. d. Ruhr 24.09.2005 15:00 Uhr |  | Munich Cowboys Ladies | \| \| 28 : 0 \| \| \| \| | Hamburg Amazons |  | Ruhrstadion |
| (6:0, 8:0, 6:0, 8:0) | Mülheim a. d. Ruhr 24.09.2005 15:00 Uhr |  | Munich Cowboys Ladies |                          | Hamburg Amazons |  | Ruhrstadion |
|                      | 28 : 0                                  |  |                       |                          |                 |  |             |
|                      |                                         |  |                       |                          |                 |  |             |